# Chammes
Chammes is een plaats en voormalige gemeente in het Franse departement Mayenne (regio Pays de la Loire) en telt 328 inwoners (1999). De plaats maakt deel uit van het arrondissement Laval. Chammes is op 1 januari 2016 gefuseerd met de gemeente Sainte-Suzanne tot de gemeente Sainte-Suzanne-et-Chammes. 

## Geografie
De oppervlakte van Chammes bedraagt 21,3 km², de bevolkingsdichtheid is 15,4 inwoners per km².
De onderstaande kaart toont de ligging van Chammes met de belangrijkste infrastructuur en aangrenzende gemeenten.

## Demografie
Onderstaande figuur toont het verloop van het inwonertal (bron: INSEE-tellingen).

1. ↑  Populations légales 2018.